# パヤオ大学
パヤオ大学（ぱやおだいがく、英語: University of Phayao、公用語表記: มหาวิทยาลัยพะเยา）は、パヤオ県ムアンパヤオ郡に本部を置くタイ王国の国立大学。2010年創立、1995年大学設置。大学の略称はUP。

## 概要
1995年にナレースワン大学パヤオ校として設立。2010年7月16日付けでパヤオ大学として発足。タイで19番目に設置された医学部を持つ。

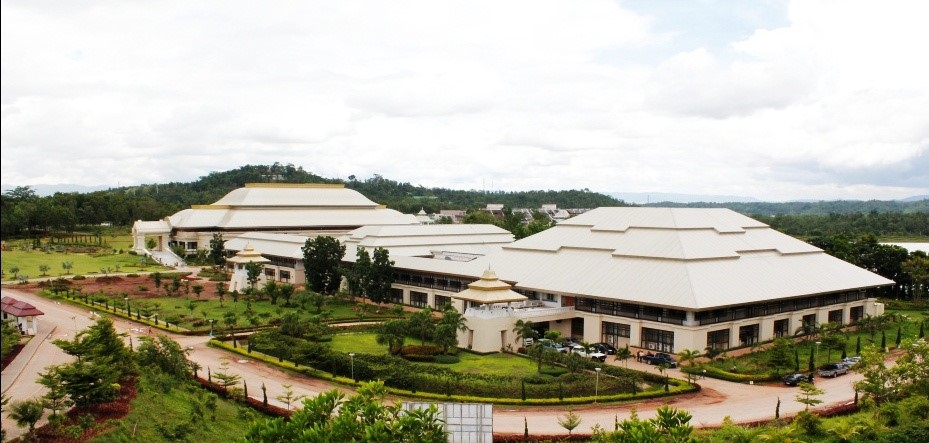
パヤオ大学オフィス棟

## 沿革
- 1995年 ナレースワン大学パヤオ校が創立。
- 2002年 工学部を開設。
- 2007年 エネルギー・環境学部の前身となる課程がスタート。
- 2010年7月 パヤオ大学として改組。
- 2010年10月 薬学部を開設。
- 2013年10月 教育学部を開設。
- 2014年4月 歯学部、専攻から独立させ政治社会科学部を開設。

## 学部・大学院
- 医療系学群
- 医学部
  - University of Phayao Medical Center and Hospital [1]
  - Chinese Medicine Clinic, Phayao
  - Applied Thai Traditional Medicine Clinic, Phayao

- 歯学部
  - Dentistry Hospital
- 看護学部
- 薬学部
- 医科学部
- 健康科学部

- 文系学群
- 法学部
- 政治社会科学部
- 経営情報学部
- リベラルアーツ学部
  - 日本語学科[2]

- 理系学群
- 農学・天然資源学部
- 情報通信技術学部
- 理学部
- 工学部
- 建築・芸術学部
- エネルギー・環境学部

- カレッジ
  - 教育学部
  - マネジメントカレッジ バンコク

## 対外関係

### 日本における協定校
- 埼玉大学
- 麗澤大学

部局間学術交流協定
- 歯学部と新潟大学 歯学部
- 経営情報科学部と弘前大学 農学生命科学部
- 経営情報科学部と岩手大学 理工学部
- 建築・芸術学部と岩手大学 理工学部